# Richard Alfieri
Richard Alfieri (9 de abril de 1952) es un novelista, dramaturgo, guionista y actor estadounidense. Se formó en Nueva York con Sanford Meisner. Ha colaborado estrechamente con el director de cine Arthur Allan Seidelman, quien ha llevado a la pantalla varios guiones de Alfieri, algunos basados en sus propias obras teatrales.

## Obra

### Teatro
- The Sisters (basada en Las tres hermanas de Antón Chéjov; estrenada en Estados Unidos en 2004 y posteriormente adaptada al cine).
- Seis lecciones de baile para seis semanas

### Guiones cinematográficos
- Echoes (1983, dirigida por Arthur Allan Seidelman; en Gran Bretaña se tituló: Living Nightmare).
- Puerto Vallarta Squeeze (2004, dirigida por Arthur Allan Seidelman). Se basa en una novela de Robert James Waller.
- The Sisters (2005, dirigida por Arthur Allan Seidelman). Se basa en la obra teatral homónima del propio Alfieri.

### Novelas
- Ricardo. Diary of a Matinee Idol. Santa Bárbara (CA): John Daniel and Co, 1989.